# Кузовлёво (Липецкая область)
Кузовлёво — село Лев-Толстовского района Липецкой области России. Входит в Первомайский сельсовет.

## Географическое положение
Село расположено в 7 км на север от центра поселения села Первомайское и в 16 км на юго-восток от райцентра посёлка Лев Толстой.

## История
Кузовлево, до построения церкви, в качестве деревни принадлежало к приходу села Верхние Раковые Рясы. По народному преданию, село произошло от двух братьев Кузовлевых, вышедших из Тульской губернии, потомки которых и населили это село. В 1866 г., согласно просьбе жителей села Кузовлева, дозволено было устроить в нём каменную церковь в честь вмч. Георгия, которая в том же году и начата строением, но окончена была в 1869 г. и освящена 2 ноября того же года, одновременно с нею построена и колокольня.
В XIX — начале XX века село входило в состав Зенкинской волости Раненбургского уезда Рязанской губернии. В 1906 году в селе было 112 дворов.
С 1928 года село являлось центром Кузовлевского сельсовета Лев-Толстовского района Козловского округа Центрально-Чернозёмной области, с 1954 года — в составе Липецкой области, с 2010 года — в составе Первомайского сельсовета.

## Население
| 1859 | 1897 | 1906 | 2000 | 2010 |
| ---- | ---- | ---- | ---- | ---- |
| 490  | ↗749 | ↗823 | ↘284 | ↘280 |

## Инфраструктура
В селе имеются МБОУ школа с. Кузовлево (новое здание построено в 1980 году), дом культуры, отделение почтовой связи.

## Достопримечательности
В селе расположена действующая Церковь Георгия Победоносца (1869).